# Gyldendal

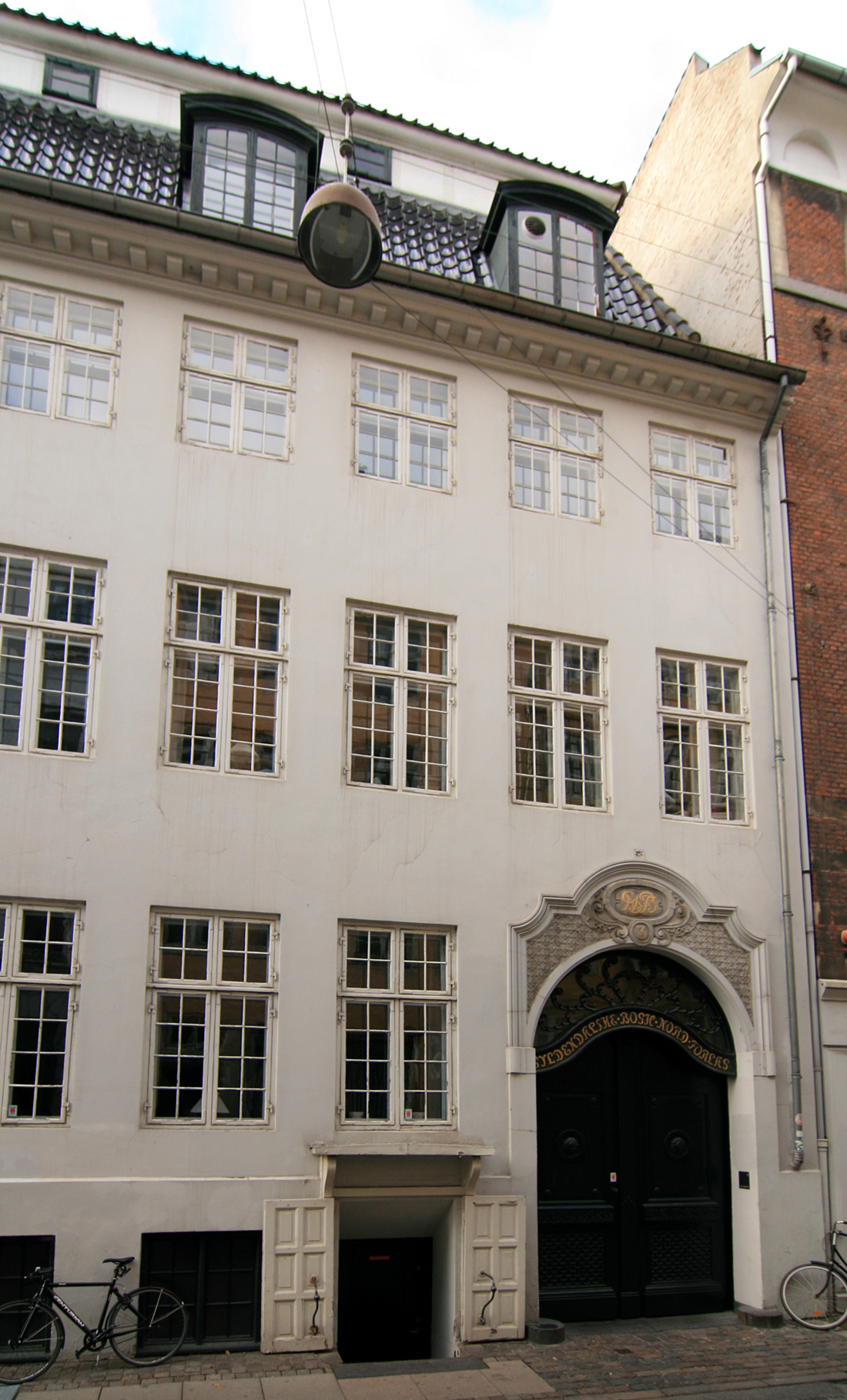
Klareboderne 3, Gyldendals huvudkontor sedan 1787.

Gyldendal, egentligen Gyldendalske Boghandel, Nordisk Forlag A/S, är ett danskt medieföretag med säte i Köpenhamn. Gyldendal grundades som bokhandel 1770 av Søren Gyldendal och övertogs 1809 av Jacob Deichman som 1846 överlämnade sortimentsbokhandeln och 1850 förlaget åt Frederik Vilhelm Hegel (1817-1887). Efter dennes död övertogs det av sonen Jacob Hegel (1851-1918) som 1903 blev verställande direktör för det då efter sammanslagning med bland annat Nordisk Forlag bildade AB Gyldendalske Boghandel Nordisk Forlag. Man öppnade även en filial i Norge, 1925 såld till ett norskt konsortium under namnet Gyldendal Norsk Forlag.
Det är Danmarks största och äldsta förlag. Omsättningen var 2004 674 miljoner danska kronor och antalet anställda var 387.
I Gyldendalkoncernen ingår en lång rad dotterbolag, bland andra skivbolaget Exlibris Records.